# Медведицкое
Медведицкое — село в Кимрском районе (с 2022 года - в Кимрском муниципальном округе) Тверской области России. До 2022 года входило в состав Центрального сельского поселения. По состоянию на 2024 год в селе постоянно зарегистрировано 4 человека, временно — 2 человека, село (ок. 60 домов, некоторые брошены и выставлены на продажу) существует за счёт дачников.

## География
Расположено на левом берегу Волги (Угличское вдхр) сразу после впадения в неё реки Медведицы. Расстояние от районного центра Кимры по суше (дорога во многих местах сильно заболочена) — 140 км, по воде — 37 км вниз по Волге.

## Топоним
Село названо по географическому положению.
Варианты названия — Усть-Медведицкое  (также по географическому положению) , Медведниково (скорее всего, из-за ошибки переписчика).

## История села
Село Медведицкое, от Твери 115 верст, с церковью Богоявления Господня, паромами через Волгу и Медведицу, село бывшее владельческое, при реках Волге и Медведице, дворов 49, жителей 342, волостное правление (уездный город в 32 верстах), церковь православная, 2 лавки, 2 постоялых двора, овч. зав. 
В 1678 году село Медведицкое входило в Чудский (варианты написания - Чюцкий, Чютский, Чудской и т.д), бывший Пудицкий, стан Кашинского уезда и принадлежало Григорию Петровичу Годунову. В селе стоял деревянный храм Богоявления Господня с приделом Параскевы Пятницы, в селе двор попа, двор дьякона, двор вотчинников с деловым человеком, скотный двор со скотником, 18 крестьянских и бобыльских дворов.
После  смерти Г.П. Годунова в 1700 году село перешло к его вдове Марфе Афанасьевне Годуновой (дев. Тургеневой).
("Перепись 1710 года: Санкт-Петербургская губерния: Кашинский уезд ("Книга первая"): Сказки поданные переписчику Илье Михайловичу Кузьмину" (РГАДА. Ф.1209. Оп.1. Д.11840) (л.84) №30 (л.1087) гласит -
"1710 году июля в __ день ... Кашинского уезда Чюцкого стану вдовы Марфы Афонасьевны Григорьевской жены Петровича Годунова села Медведицкого староста … да выборной … выбрали мы в соцкие села Медведицкова крестьянина..."
В документах Кашинской приказной избы 1715 года село Медведицкое числится вотчиной князя Одоевского. В 1762 году село Медведицкое у князя Михаила Михайловича Голицына (1 ноября 1684 — 25 мая 1764). После его смерти село перешло его детям.
В 1774-1781 годах по Указу Ея Величества Государыни Императрицы Екатерины Алексеевны (ГАТО Ф. 852 оп.5 д.1703, 68 листов с оборотами) учинено Генеральное "межевание в селе Медведицком Кашинского уезда с принадлежавшими к нему деревнями Миголощими и Пудицкого (ныне Чуцкого) стана: Притыкино, Шатрищи, Большие и Малые Селищи, сельцо Басовское с пустошами." По результатам этого межевания был составлен "Геометрический специальный план"
Село Медведицкое в это время принадлежит тайному советнику Сергею Михайловичу Голицыну (1727—1806). В 1795 году село у его брата, сталмейстера и действительного камергера князя Михаила Михайловича Голицына  (18 июля 1731 — 21 января 1804).
С 1807 по 1820 год село принадлежало действительному камергеру князю Михаилу Петровичу Голицыну, (30.08.1764 — 06.06.1848). М.П. Голицын приходился внуком генерал-адмиралу Михаилу Михайловичу Голицыну (1684—1764) и его супруге Татьяне Кирилловне, урождённой Нарышкиной (1702—1757). Михаил Петрович, будучи заядлым библиоманом, наделал долгов и всё его имущество пошло с молотка (было распродано за долги).
До строительства железных дорог в России пути водного сообщения являлись наиболее стратегически и экономически важными. На всем протяжении Волги военным корпусом инженеров Главного управления путей сообщения были организованы дистанции для поддержания надлежащего порядка судоходства. По высочайшему повелению отставной майор, кавалер ордена Св. Анны 4 степени, герой Отечественной войны 1812 года Антон Николаевич Сахацкий (1785—после 1860)  был определен в 1824 году разъездным смотрителем судоходства верховьев Волги в 6-ю дистанцию с центром в селе Медведицкое Кашинского уезда. За А.Н. Сахацким был закреплен участок от деревни Басово до деревни Микулино, он прослужил до 1838 года. В 1840 году разъездным смотрителем являлся поручик по фамилии Мерлин.
В 1830 году село принадлежало светлейшей княгине Вере Федоровне Салтыковой, урожд. Стемпковской (? – 1838). Вера Фёдоровна была внебрачной дочерью ("воспитанницей") княгини Варвары Юрьевны Горчаковой, урожд. княжны Долгоруковой (1778 – 1828). Замужем (с 1827) за коллежским асессором светлейшим князем Петром Дмитриевичем Салтыковым (1804 – 1889).
После её смерти в 1838 село Медведицкое перешло её детям - малолетним князьям Салтыковым - Дмитрию (1827 - 1903); Наталье, в замужестве Кочубей (1830(29) - 1860); Ивану (1831 - 1906). 
В 1860 году село принадлежит единолично помощнику поручика, князю Ивану Петровичу Салтыкову (1831 - 1906), позже (после отмены крепостного права в 1861) жившему во Франции.
2 ноября 1869 г. Медведицкое сельское общество крестьян провело сход "по поводу обустройства одноклассного или двухклассного училища для обучения детей наших". Приговор: обустроить двухклассное училище. Сохранилось соответствующее решение МНП (министерства народного просвещения). (ГАТО Ф.20 оп.1 ед.хр.4347)
Житель села Медведицкого Алексей Иванович Гудков в 1870 г. предложил "отдать безвозмездно помещение (две большие комнаты на первом этаже) для училища на 3 года." В этом здании был произведен ремонт (крыши, двери, печи и т.д.).

В 1891 г. Филипп Павлович Кручинин изъявил желание починить училище за свой счет  - перенести на новое место. Площадь - 100 квадратных сажень. В новом здании училища обучались также дети из окрестных деревень (ГАТО ф. 800 оп.1 ед. хр. 7611).
Имеются сведения, что село Медведицкое и ещё несколько селений были перечислены из Кашинского уезда в Корчевский во второй половине 19 века. На 1894 год они вновь в составе Кашинского уезда. 
19 февраля 1911 года, в день 50-летия освобождения крестьян от крепостной зависимости, в селе Медведицкое был открыт памятник императору Александру Второму на площади перед волостным правлением.   
В 1913 году по инициативе жителей села была организована пожарная дружина, соответствующие документы с подписями жителей сохранились.
По состоянию на 1915 год село состояло из 80 дворов и являлось центром Медведицкой волости Кашинского уезда Тверской губернии, в которую входило 38 населённых пунктов общей численностью населения примерно 3500 человек. 
В 1918 году село относилось к Тиволинской волости Кашинского уезда Тверской губернии. В это время в селе был организован клуб. 
Согласно Постановлению Президиума ВЦИК от 20 мая 1922 года и постановлением Тверского губисполкома от 30 мая 1922 года Медведицкая волость была включена в состав Кимрского уезда. 
В январе 1929 года постановлением СНК СССР была образована Центрально-промышленная область (переименована в июне 1929 года в Московскую обл.) с центром в городе Москве, в которую полностью вошла бывшая Тверская губерния. В селе был организован Медведицкий сельсовет Кимрского района Кимрского промышленного округа Московской области, тогда же в село с северной стороны была проведена телефонная линия и установлен телефон.
В 1935 году в процессе разукрупнения Московской области Кимрский район вошёл в состав Калининской области. Медведицкий сельсовет был упразднён, и село вошло в состав Центрального сельсовета Кимрского района (с 1994 года — Центральный сельский округ, с 2005 года — Центральное сельское поселение.) В 2022 году Кимрский район как территориальная единица был упразднен, и село вошло в Кимрский муниципальный округ.
Через село шла дорога в северном направлении на г. Кашин («Кашинский тракт»), с юга от села были паромные переправы через Волгу (далее дорога шла на г.г. Талдом, Дмитров и Москву) и Медведицу (далее дорога шла на г.г. Кимры и Тверь). После заполнения Угличского вдхр в 1940 году Волга и Медведица сильно поднялись и разлились, дороги заболотились либо оказались под водой, переправы были ликвидированы и сообщение осталось только водным транспортом.
В 700 метрах от центра села, за заливным лугом (ныне разлив Угличского вдхр), на высоком берегу устья реки Медведицы (ныне остров) находилась кирпичная помещичья усадьба, основанная Г.П. Годуновым (не путать с Борисом Годуновым), и несколько домов для прислуги. В первые годы Советской власти, до строительства водохранилища, в здании усадьбы был организован дом отдыха. Усадьба не сохранилась.
В 1966 году до села была проведена линия электропередач, впервые появилось электричество.
На месте Богоявленского храма, уничтоженного в 1930-е гг, в 2015 году силами жителей села сооружена часовня. 7 июня 2015 года часовню освятил настоятель Никольского храма с. Каюрово протоиерей Павел Павивкин.

## История храма
Церковь Богоявленская, построена преимущественно тщанием и иждивением князя Сергея Михайловича Голицына (помещика и прихожанина храма), была освящена в 1788 году - каменная, престолов три: в холодной Богоявления Господня, в теплой: преподобного Сергия Радонежского и Святой Мученицы Параскевы Пятницы. Освящение совершил благочинный храма села Белеутова священник Михаил Драницын в 1788 г. Сохранились церковные документы: метрики с 1780 года, исповедные с 1823 года, опись 1846 года, план на землю.
В 1833 году в храме служили: священник Александр Васильев Александровский, диакон Иона Исидорович Галахов, дьячок Гусев. (ГАТО, дело №3649 ф. 645, оп.1)
В 1850 г. священником в храме служил Александр Митропольский 45 лет, диаконом Алексий Митропольский 40 лет, дьячком Арсений Гусев 43 лет, пономарем Иван Тверецкий 45 лет.
Прихожанами храма являлись не только жители села Медведицкое, но и окрестных деревень Новоселки, Подберезье, Деулино, Миголощи, Притыкино, Шатрищи, Шиково, Лягушкино, Рослятино, Остратово , а также временные люди (проезжие купцы, работающие в местных населенных пунктах мастеровые и т.д.]. Сохранилась Исповедальная ведомость за 1860 год.
К концу 19 века количество прихожан увеличилось настолько, что приход перестал помещаться в храм. 1 августа 1884 года в Медведицком состоялся сход по поводу необходимости расширения церкви (трапезной и колокольни) для торжественных богослужений. Было составлено соответствующее письмо-прошение с подписями жителей села и окрестных деревень, которое церковный староста села Медведицкого Степан Миронович Ершов и его зять, бывший крестьянин с. Медведицкого, ныне Санкт-Петербургский купец Филипп Павлович Кручинин направили в Тверскую епархию.
31 октября 1886 года Тверская Духовная Консистория рассмотрела данное прошение и издала указ-одобрение с помощью прихожан распространить (увеличить) трапезную храма и перестроить колокольню. Начался сбор средств, его осуществлял избранный попечителем Филипп Павлович Кручинин. Храм был реконструирован силами и на пожертвования местных жителей в 1889-1899 годах.
В 1901 году служили: Священник Михаил Васильевич Малинин 49-ти лет, студент семинарии, в служении с 1876 года, священником с 1880 года, благочинный, награждён в 1897 году камилавкой. Диакон Сергей Петрович Маслов 35-ти лет, в служении с 1882 года, диаконом с 1884 года. Псаломщик Василий Семёнович Полозов 23-х лет, в должности с 1899 года. Церковный староста Степан Миронович Ершов с 1875 года, награждён серебряной медалью.
Прихожан в селе Медведицком, в деревнях Кашинского уезда Новоселках, Подберезье, Деулине, Миголощах, Притыкине, Шатрищах, Шикове, Калязинского уезда Лягушкине, Рослятине, Корчевского уезда Остратове — 314 дворов (822 мужчины, 962 женщины).
В 1914 году в храме служили: Священник Александр Некрасов 27-ми лет, окончил семинарию, на службе 1 год. Штатный диакон Иоанн Соколов 37-ми лет, на службе 11 лет. Псаломщик Алексей Никольский 24-х лет, на службе 1 год.
Прихожан в селе Медведицкое и в деревнях: Новоселки, Подберезье, Деулино, Миголощи, Притыкино, Шатрищи, Шиково, Лягушкино, Рослятино, Остратово — 874 мужчины и 1012 женщин, раскольников 3 мужчины и 6 женщин.
В 1930 г. в храме служили: священник Александр Некрасов, диакон Василий Маслов, псаломщик Алексей Розов; церковным старостой являлся Павел Жунин. Все они были лишены избирательных прав, что осложняло жизнь как их самих, так и членов их семей.
1 марта 1930 г. Кимрский райисполком (РИК) принял решение закрыть храм и ходатайствовать об этом в вышестоящие органы власти. Но местные жители (прихожане) начали писать многочисленные жалобы и протесты, вплоть до центрального руководства страны. 24 марта 1930 г. Кимрский окружком на своем заседании принял решение (учитывая протесты населения) отменить предыдущее постановление Кимрского РИКа о закрытии церкви. Священник Александр Некрасов, вероятно, служил в храме до 1931 г. Псаломщик Алексей Розов оставил свой пост 1 августа 1930 г. С 1932 г. в храме стал служить священник Павел Никольский.
Точная дата ликвидации Богоявленского храма в Медведицком неизвестна. Вероятно, храм был разобран в связи с предстоящим строительством Угличского вдхр в самом конце 1930-х годов. Храм обкопали вокруг, поставили на деревянные опоры, которые подожгли. Опоры сгорели и храм упал. Кирпич, из которого был построен храм, грузили на баржи на р. Медведица и вывозили.

Так перестал существовать храм Богоявления Господня в селе Медведицком, один из древнейших храмов кимрской земли.

## Население
| 1859 | 1889 | 2002 | 2010 |
| ---- | ---- | ---- | ---- |
| 338  | ↗367 | ↘2   | ↘1   |

## Известные личности
В с. Медведицкое родился и вырос Герой Советского Союза Сергей Георгиевич Жунин (1906—1977)

## Инфраструктура
С конца 1980-х гг. какая-либо инфраструктура в селе отсутствует.
В селе до 1960-х гг работала школа. В 1970 - 1980-х годах в здании школы действовал летний спортивный лагерь Савёловского машиностроительного техникума, позже деревянное здание было заброшено, руинировано и сгорело в 2017 году.
В селе существовал "клуб Медведицкий" (с. Медведицкое Тиволинской вол. Кашинского у.), организован в июне 1918 как культ. -просвет. кружок молодежи (21 чел.), с нояб. 1922 - народный дом, с июля 1923 - им. А. В. Луначарского, с сент. 1923 - клуб ячейки РКСМ. Работал на обществ. началах, располагался в здании нач. уч-ща, затем вол. Совета. Ремонт и оборудование помещений, изготовление декораций и костюмов проводились силами молодежи. Обслуживал население вол.; ставились спектакли, в т. ч. "Недоросль" Д. Фонвизина, "На бойком месте" А. Островского, "Ревизор" Н. Гоголя, водевили по произведениям А. Чехова, А. Аверченко, Тэффи, пьесы революционной тематики (1918-23 ок. 150), проводились концерты-митинги, праздники урожая, танцевальные и семейные вечера, организовывались лекции (ок. 40), оказывалась помощь при создании драматич. кружков в других селах вол.. Закрыт в сент. 1924 в связи с открытием гос. избы-читальни. Позже открыт вновь как место досуга и кинотеатр, просуществовал до 1980-х гг, ныне здание клуба является частным домом. 
Существовали также скотный двор с амбаром (был заброшен и разобран в 1990-е), почтовая станция (ныне частный дом), скорняжная мастерская (ныне частный дом), кузница (попала в зону затопления). В 500 м севернее села находилась больница (позже медпункт, ликвидирован в конце 1980-х гг, здание разобрано местными жителями).

## Транспорт
Со времени заполнения Угличского вдхр (1940 год) пассажирское и грузовое сообщение села и райцентра осуществлялось только водным транспортом.
До 2003 года из г. Кимры и из г. Дубна по Волге в с. Медведицкое ходили рейсовые пассажирские теплоходы (в том числе СПК «Полесье-103»), которые далее уходили в р. Медведица (до дер. Семеновское) и Малая Пудица (до дер. Харпаево). Также причаливали рейсовые скоростные теплоходы типа «Заря» маршрута Кимры — Калязин.
С 2004 года река Медведица и ее притоки закрыты для судоходства, обстановка (бакены) не выставляются, соответственно прекращены регулярные пассажирские перевозки по Медведице и малым рекам. До 2006 года рейсовый теплоход Москва-150 изредка (по договорённости) приходил по Волге из г. Кимры в с. Медведицкое и уходил обратно, в последний раз он совершил рейс осенью 2006 года.
С тех пор пассажирское сообщение с. Медведицкое и близлежащих населённых пунктов с райцентром Кимры отсутствует.